# Південний захід штату Ріу-Гранді-ду-Сул (мезорегіон)
Південний захід штату Ріу-Гранді-ду-Сул (порт. Mesorregião do Sudoeste Rio-Grandense) — адміністративно-статистичний мезорегіон в Бразилії, входить в штат Ріу-Гранді-ду-Сул. Населення становить 782 195 чоловік на 2005 рік. Займає площу 62 681,157 км². Густота населення — 12,5 чол./км².

## Склад мезорегіону
В мезорегіон входять наступні мікрорегіони:
1. Кампанья-Сентрал
2. Кампанья-Мерідіунал
3. Кампанья-Осідентал

| Бразилія | Це незавершена стаття з географії Бразилії. Ви можете допомогти проєкту, виправивши або дописавши її. |